# Michelangelo Brandini
Michelangelo Brandini (Firenze, 1459 – 13 agosto 1528) è stato un orafo italiano.
Figlio di Viviano e di Esmeralda (ritratta forse da Botticelli) fu uno stimato orefice in Firenze al soldo dei Medici. Diverse fonti lo ricordano come uno dei migliori orefici del suo tempo. Avviò all'arte Raffaello da Montelupo e fu padre dello scultore Baccio Bandinelli, il quale cambiò cognome nel 1530 per ricevere l'investitura cavalleresca da parte di Carlo V. 